# Chaperiopsis galeata
Chaperiopsis galeata is een mosdiertjessoort uit de familie van de Chaperiidae. De wetenschappelijke naam van de soort is, als Chaperia galeata, voor het eerst geldig gepubliceerd in 1854 door Busk.